# Nateby (Lancashire)
 (avril 2023).
Pour le village de Cumbria, voir Nateby.
Nateby est un village et une paroisse civile du Lancashire, en Angleterre.